# Irydion (zespół muzyczny)
Irydion – polski zespół muzyczny grający rockową muzykę patriotyczną i tożsamościową. Zespół został założony w Brzegu. W brzmieniu zespołu oprócz czysto rockowego grania dostrzega się także takie gatunki i nurty muzyczne jak hard rock, heavy metal, thrash metal, rock and roll. Niektórzy publicyści przypisują zespół do sceny RAC lub wskazują na mocne jego związki z tą sceną.

## Historia, występy
Zespół Irydion została założony w Brzegu.
W 2003 r. został wydany debiutancki album grupy pod tytułem „Credo”. Kolejne wydawnictwo ujrzało światło dzienne w 2011 r. Nosiło ono tytuł „44!”. Do 2012 r. zespół miał na koncie około 200 koncertów. Z kolei w 2017 r. został wydany album „Heterofonia 2011–2017”, ukazujący twórczość zespołu w latach wskazanych w jego tytule. Następne wydawnictwo zespołu trafiło na rynek w 2019 r. Otrzymało ono tytuł „D.O.M.”. W 2022 r. ukazał się album „Brzeg WB66 Wydarzenia Brzeskie 1966”, w którym dwa utwory kapela nagrała wspólnie z Bastim. Natomiast w 2023 r. zespół wydał album „#Naszatonacja”.
Zespół Irydion występował kilkukrotnie na festiwalu „Orle Gniazdo”. Ich pierwszy występ na tej imprezie miał miejsce już w pierwszej edycji, która odbyła się w dniach od 28 do 30 czerwca 2013 r.. Kolejne występy zespołu na tym festiwalu muzycznym obejmowały edycję II, która odbyła się w dniach od 3 do 6 lipca 2014 r. i edycja V, która miała miejsce od 14 do 16 lipca 2017 r.. Zespół wielokrotnie występował także na koncertach organizowanych w Warszawie, w różnych latach dnia 11 listopada, na zakończenie Marszu Niepodległości. Można tu wymienić następujące lata: 2014, 2015, 2017 (koncert dla uczestników „Marszu Niepodległości”, inni wykonawcy – Basti, Karat, Napalm Grupa, Klipo, Wuem Enceha), 2022, 2023 (inni wykonawcy – Basti, Karat).
Inne przykładowe występy zespołu oraz pozostali wykonawcy, z którymi kapela grała na tych koncertach:
- 2003-03-15: Zagnańsk koło Kielc, pozostali wykonawcy muzyczni – Ancestors, Beowulf, Salut[33][34]
- 2003-11-11: Opole, klub Epicentrum, koncert na zakończenie uroczystości związanych z Narodowym Świętem Niepodległości, pozostałe zespoły – Głos Prawdy, Rzeczpospolita Polska Oi!, Szwadron 97[35][36][37]
- 2010-05-02: Katowice, koncert zorganizowany przez Młodzież Wszechpolską, inni wykonawcy – Hungarica, Malchus[38]
- 2011-07-09: Płock, klub Rock 69[39]
- 2013-08-24: Ostróda, koncert „Jedność to siła”, inni wykonawcy – Nordica, Slavic Rebirth, Tormentia, Rewolta, Ptaku[40]
- 2014-08-08..09: Zwierzewo, dwudniowy festiwal „Jedność to Siła”, inni wykonawcy – Obłęd, Slavic Rebirth, Rewolta, Saubande (Czechy), Legion Twierdzy Wrocław, SPS, Wilcze Stado, P.W.A. (Estonia), Gan, Nordica, Providjenje (Serbia), Ptaku, Basti, Zjednoczony Ursynów[41]
- 2014-11-09..10: Warszawa, klub Metal Cave, dwudniowy festiwal „Ku Niepodległej”, inni wykonawcy – Fehér Törvény (Węgry), Lemovice (Francja), Nordica, Warholy, Stalag, SPS, zespół – niespodzianka (brak informacji jaki)[42][43]
- 2014-12-13: Łódź, koncert na zakończenie marszu „Idzie Antykomuna”, inni wykonawcy – Basti, Gan, Lukasyno, Rete, Vexing Question[44][45]
- 2015-11-12, Wrocław, Klub Tawerna, koncert z okazji Święta Niepodległości Polski, inni wykonawcy – Hungarica, Pozytywka[46]
- 2016-03-01: Lublin, Obława, koncert z okazji Narodowego Dnia Pamięci „Żołnierzy Wyklętych”[47]
- 2017: Warszawa, klub Metal Cave[29]
- 2018-03-02: Łęczna, Łęczyńskie Obchody Dnia Pamięci o Żołnierzach Wyklętych Koncerty w Łęcznej), „Pub 30-stka”, inni wykonawcy – Basti[24][48]
- 2018-07-22: Łomża, Łomżyński Piknik Patriotyczny (obejmujący między innymi koncert z okazji 100-lecia odzyskania przez Polskę niepodległości i 600-lecia Łomży), inni wykonawcy – 5-tka, Basti, Tau, Wyrwani z niewoli, Kapucyński Zespół Uwielbienia[29][49].

Zespół miał okazję występować na koncertach również z takimi wykonawcami jak między innymi: White Fist, Odwet 88.

## Twórczość
Muzyka tworzona przez zespół to rock z przekazem patriotycznym i tożsamościowym. Czasem spotyka się określenie muzyka tożsamościowa, muzyka patriotyczna itp. Pod względem muzycznym kompozycje prezentowane w ramach tej twórczości są zaliczane oprócz samego rocka, także do takich gatunków i nurtów muzycznych jak hard rock, heavy metal, thrash metal, death metal, rock and roll. Są to charakterystyczne ciężkie, ale melodyjne kompozycje. Pośród utworów zespołu można również znaleźć akustyczne ballady. Można także dostrzec w konkretnych utworach elementy innych gatunków muzycznych, np. flamenco, blues, psychodelia.
W warstwie tekstowej dominuje tematyka związana z patriotyzmem, tożsamością narodową, historią Polski, katolicyzmem, nie brakuje znanych pieśni patriotycznych i historycznych. Pojawiają się również tematy nawiązujące do współczesnych problemów politycznych i społecznych. Przykładami takich przekazów jest tematyka związana z biedą, niesprawiedliwością, buntem społecznym, antykorupcją, aborcją, uzależnieniami, terroryzmem, relacjami wiary i religii, kryzysem autorytetów, konsumpcjonizmem, hedonizmem. Jest to więc zespół o zdecydowanych poglądach propolskich i konserwatywnych, które znajdują odzwierciedlenie w przekazie płynącym z treści utworów. Tworzona przezeń muzyka połączona z wyżej opisanym przekazem to rock patriotyczno-chrześcijański.

## Nazwa
Nazwa własna zespołu to Irydion. Została ona zainspirowana dramatem napisanym przez Zygmunta Krasińskiego o takim właśnie tytule – „Irydion”.
Identyczną nazwę przypisał sobie także zespół grający muzykę weselną i covery utworów disco polo, biesiadnych, ludowych i tym podobnej muzyki, granej przez tę drugą grupę na różnych imprezach typu wesela, osiemnastki, bankiety itp.. Jak deklarowali muzycy Irydiona w wywiadzie udzielonym po wydaniu albumu „44!” na tamten moment czasu nie było żadnych przygód związanych z ewentualnym pomyleniem zespołów i próbą zaangażowania kapeli na podobną do wyżej wymienionych imprez.

## Skład i powiązania

### Członkowie zespołu
Członkowie zespołu z całego okresu czasu i ich funkcja w zespole:
- Balcer: perkusista (perkusja)[10]
- Bandage: perkusista (perkusja)[10]
- Behemo („Bohemo“): gitarzysta (gitara elektryczna)[3][55]
- Buniu: perkusista (perkusja)[56]
- Dvornix[13]: basista (gitara basowa)[57]
- Grześ Bukowski[58]: różne instrumenty muzyczne, w tym między innymi perkusja i instrumenty klawiszowe, wokalista (wokal, wokal wspierający, chórki)[59], Grzegorz Bukowski[26]
- Kędzior[3][58]: wokalista[3][60] (Andrzej Kędra[61])
- Kriss M: basista (gitara basowa)[58]
- Krzysztof Kubik[3][58] („KKK”, „Kubik”[62]): gitarzysta (gitara elektryczna), basista (gitara basowa) i wokalista (wokal, wokal wspomagający, chórki)[3][62]
- Kubek[58]: perkusista (perkusja)[63], Qbek[9]
- Majonez: basista (gitara basowa)[16]
- Maniek: gitarzysta (gitara elektryczna) i inne[10]
- Pająk: perkusista i klawiszowiec (perkusja i instrumenty klawiszowe)[55][58]
- Piotr El Maestro: basista i klawiszowiec (gitara basowa, instrumenty klawiszowe)[55][58], „Maestro”[3][64]
- Zi: basista (gitara basowa)[65]

W zespole wykorzystywana jest również gitara rytmiczna, ale brak informacji, którzy konkretnie muzycy na niej grali.

### Goście
W historii zespołu przy różnych projektach gościnnie występowali między innymi:
- Ania Nowacka[66]: wokalistka, wokalizy[10][13][16]
- ks. Piotr Nowicki: altysta (altówka)[16]
- Łukasz „Mrówa” Rosiński[67]: akordeonista (akordeon)[13]
- Radziu Pilarz[68]: perkusista (perkusja)[13]

### Członkowie i goście zespołu według funkcji
| Funkcja                                       | Członkowie                                                       | Goście                  |
| --------------------------------------------- | ---------------------------------------------------------------- | ----------------------- |
| wokal                                         | Kędzior                                                          |                         |
| wokal gościnny, wokal w tle, chórki, wokalizy | Grześ Bukowski, Krzysztof Kubik                                  | Ania Nowacka            |
| gitarzysta (gitara)                           | Behemo, Krzysztof Kubik, Maniek                                  |                         |
| basista (gitara basowa)                       | Dvornix, Kriss M, Krzysztof Kubik, Majonez, Piotr El Maestro, Zi |                         |
| perkusista (perkusja)                         | Balcer, Bandage, Buniu, Grześ Bukowski, Pająk                    | Radziu Pilarz           |
| klawiszowiec (instrument klawiszowy)          | Grześ Bukowski, Pająk, Piotr El Maestro                          |                         |
| akordeonista (akordeon)                       |                                                                  | Łukasz „Mrówa” Rosiński |
| altysta (altówka)                             |                                                                  | ks. Piotr Nowicki       |

### Składy zespołu
Składy zespołu w określonych momentach lub przedziałach czasu:
- 2003 r.: Behemo, Kędzior, Krzysztof Kubik, Maestro, Pająk[55]
- 2011 r.: Ania, Balcer, Bandage, Kędzior, Kriss M, Krzysztof Kubik, Kubek, Maniek[10]
- 2011–2017: Buniu, Dvornix, Grześ Bukowski, Kędzior, Krzysztof Kubik, Kubek, Zi[13]
- 2019 r.: Buniu, Grześ Bukowski, Kędzior, Krzysztof Kubik, Majonez[16]
- 2021 r.: Dvornix, Kędzior, Krzysztof Kubik, Kubek[9].

### Powiązania
Niektórzy członkowie zespołu Irydion w swojej karierze uczestniczyli także w innych projektach muzycznych, a mianowicie:
- Balcer: Praesepe[69]
- Grzegorz Bukowski: Grupa Bartka, był także współtwórcą Teatru Piosenki[26]
- Krzysztof Kubik: Harpagan[26][70], Halabarda[71], Grupa Bartka, gościnnie występował także razem z zespołami Contra Boys i Frankenstein[26].

Zespół wielokrotnie występował oraz współtworzył różne projekty z raperem Bastim.

## Autorzy muzyki i tekstów
Kompozycje muzyczne prezentowane w utworach zespołu to głównie utwory muzyczne powstałe w ramach pracy twórczej grupy Irydion, w tym między innymi Krzysztofa Kubika, Mańka, Grzesia Bukowskiego. W repertuarze kapeli znaleźć można także utwory z muzyką, lub linią melodyczną, autorstwa innych twórców. Są to między innymi tacy twórcy muzyki, a w kilku z wymienionych przypadkach także tekstów, jak: Mieczysław Cholewa, Feliks Nowowiejski, Fryderyk Chopin, Leonard Cohen, Polska, Ramzes & The Hooligans.
Także w zakresie tekstów do utworów pośród piosenek znajdują się takie, które zostały napisane przez członków zespołu, w tym Krzysztofa Kubika oraz Grzesia Bukowskiego. Jednak w repertuarze grupy jest także dość duża grupa piosenek z tekstami stworzonymi przez artystów spoza zespołu obłamująca w dużej mierze utwory historyczne. Są to, oprócz niektórych, wyżej wymienionych, także tacy autorzy jak: Juliusz Słowacki, Jan Lankau, Józef Wybicki, Kazimierz Przerwa-Tetmajer, Kazimierz Wroczyński, Krzysztof Dowgiałło, Tadeusz Gajcy, Zbigniew Herbert, Zbigniew Jasiński ps. „Rudy”, Maria Konopnicka, Władysław Broniewski.

## Dyskografia i inna działalność

### Dyskografia zespołu
Albumy muzyczne:
- „Credo”: 2003 r., NSR[8]:
  - jedna kaseta magnetofonowa[75]
  - jedna płyta kompaktowa (identyfikator albumu: NSR CD 007)[55]
- „44!”: 2011 r., 44 Studio (identyfikator albumu: 10275), jedna płyta kompaktowa[10][51]
- „Heterofonia 2011–2017”: 2017 r., 44 Studio, jedna płyta kompaktowa[4][13][14][15]
- „D.O.M.”: 2019 r., 44 Studio, ProPatriae, jedna płyta kompaktowa[16][17]
- „Brzeg WB66 Wydarzenia Brzeskie 1966”: 2022 r., NieLichoBrzmi Studio; Irydion oraz Basti, jedna płyta kompaktowa[18]
- „#Naszatonacja”: 2023 r., Not On Label, jedna płyta kompaktowa[19].

### Składanki
Składanki, kompilacje:
- „Europe Explosion”: 2002 r., PIT Records (identyfikator albumu: PIT 027), jedna płyta kompaktowa[77]
- „Twardzi Jak Stal: Muzyczny Hołd Dla Narodowych Sił Zbrojnych”: 2008 r., Związek Żołnierzy NSZ (identyfikator albumu: 1702894411), jedna płyta kompaktowa[78]
- „Gówno prawda”: 2013 r., Mad Dog Records, jedna płyta kompaktowa[29][79]
- „NaRa”: 2013 r., Not On Label, jedna płyta kompaktowa[80]
- „Festiwal Orle Gniazdo Vol. 1”: 2014 r., Not On Label (identyfikator albumu: 25121), jedna płyta kompaktowa[81][82]
- „Festiwal Orle Gniazdo – Wydanie jubileuszowe”: 2017 r., Not On Label, jedna płyta kompaktowa[81][83]
- „U boku Bartka. Hołd muzyczny dla Zgrupowania NSZ”: 2017 r., Wydawnictwo Miles, dwie płyty kompaktowe[81][84]
- „Pro Patria”: 2020 r., NSR, jedna płyta kompaktowa[85]
- „Pro Patria Vol. 3”: brak informacji o dacie wydania, NSR (identyfikator albumu: NSR 031), jedna kaseta magnetofonowa[86]

### Nagrania filmowe
Niektóre wideoklipy i nagrania filmowe:
- „Agorafobia” (teledysk), wspólnie z raperem Ptaku[50]
- „Bruk Płonie” (teledysk)[2]
- „Legendy i Mity” (film)[2]
- „W obronie Życia” (teledysk)[52]
- „Żądamy amunicji” (teledysk)[87].

### Komiks „Brzeg”
Zespół oraz jego członkowie, wspólnie z raperem Basti, są współtwórcami komiksu zatatuowanego „Brzeg”. Komiks ma także podtytuły: „WB Wydarzenia brzeskie 1966” oraz „Uwaga! Granat w wózku!”. Ilustracje do komiksu wykonał Jakub Kijuc, scenariusz stworzyli Krzysztof Kubik i Grzegorz Bukowski, a twórcami nagrań na płytę „Brzeg WB66 Wydarzenia Brzeskie 1966” był Irydion i Basti. Lektorami do nagrań zaś był zespół Irydion, Andrzej Kędra i Bartosz Naumowicz. Publikacja wydana została w 2022 r.. Ma ona przypisany numer isbn: 978-83-948798-2-2, 978-83-948798-4-6. Według twórców jest to pierwszy rock’n’rollowy komiks historyczny. Mówi on o wydarzeniach brzeskich z 1966 r. jakie miały miejsce w dniach 25 i 26 maja. Pierwszym sekretarzem partii PZPR był wówczas Władysław Gomułka. W związku ze zbliżającą się rocznicą 1000–lecia Chrztu Polski komunistyczne władze postanowiły jej obchody zmienić w świeckie wydarzenie zaostrzając jednocześnie walkę z kościołem katolickim. Na tym tle doszło do wydarzeń brzeskich, które zostały upamiętnione w albumie muzycznym i przedstawione w formie komiksu. Treść opowiedzianej w komiksie historii jest oparta na dokumentach znajdujących się Instytucie Pamięci Narodowej. Na ich kanwie powstał fabularny scenariusz komiksu. Premiera komiksu i płyty miała miejsce 11.11.2022 r., dokładnie w Narodowe Święto Niepodległości Polski.

### Projekt „#Naszatonacja”
Irydion jest również twórcą projektu „#Naszatonacja” zapoczątkowanego w 2023 r. Projekt powstał dzięki dofinansowaniu ze środków Instytutu Dziedzictwa Myśli Narodowej im. Romana Dmowskiego i Ignacego Paderewskiego zrealizowanego w ramach Funduszu Patriotycznego edycja 2023 Wolność po polsku. Jest to multimedialny projekt tożsamościowy. W projekcie uczestniczą muzyczni twórcy rockowi, folkowi, wykonawcy muzyki ludowej, rapu i innych nurtów muzycznych. Obejmuje między innymi prowadzenie kanału na portalu internetowym YouTube. W projekcie uczestniczą także inni twórcy, tacy jak Basti, Szymon Chudy, Radek Pilarz, Radosław Sołek (Malchus), Anna Nowacka, Martyna Jelita, Mariusz Perkowski, Monika Horodek, zespół ludowy Tarczynianie pod kierownictwem Agaty Klimczak-Kołakowskiej, Starosielskie Bractwo Śpiewacze, Schola Gregoriana Sancti Casimiri działająca pod kierunkiem Mariusza Perkowskiego oraz wielu gości. W sumie do projektu zaproszono ponad 40 artystów z całej Polski. Wydany został także wyżej wymieniony album muzyczny o tym tytule.

## Kontrowersje
Irydion jest niewątpliwie jednym z tych polskich zespołów muzycznych wokół którego narosły różne kontrowersje, a ze względu na jego popularność i szeroki zakres działalności skupia on na sobie krytykę i ataki przeciwników. Grupa, jej twórczość i działalność wywołuje bowiem skrajne emocje, oczywiście w zależności od światopoglądu danej osoby. Kapela jest bowiem kochana i doceniana w gronie prawicy, osób o poglądach patriotycznych i nacjonalistycznych, a nieakceptowana, czy wręcz znienawidzona przez lewicę, osoby o poglądach internacjonalistycznych, lewackich czy liberalnych. Z tej drugiej strony, ale również czasem ze strony niektórych zwolenników, zespół bywa przypisywany do sceny RAC lub wskazywane są jego mocne związki z tą sceną.
Przeciwnicy twórczości zespołu, a tak naprawdę przeciwnicy światopoglądu prawicowego, patriotycznego, konserwatywnego, katolickiego itd., zarzucają jego twórczości propagowanie nienawiści, nietolerancji, zachęcania do stosowania przemocy, a równocześnie ultrakatolicyzmu na poziomie wręcz fanatyzmu religijnego, przy równoczesnym odrzucaniu osób o odmiennych poglądach politycznych, religijnych, seksualnych, światopoglądowych, kulturowych itd., oraz zarzucają samej grupie rzekome kontakty ze środowiskiem neofaszystowskim, do którego miałaby być kierowana tworzona muzyka. I choć w przekazach płynących z utworów nie można wskazać wprost treści neofaszystowskich, co czasem przyznają nawet sami przeciwnicy zespołu (a jednak znajdują się niekiedy sformułowania ewidentnie antyżydowskie), to mimo wszystko kreowane są różne oskarżenia wypływające nie tylko z dwuznacznych nieraz tekstów utworów, ale także z postawy członków zespołu w życiu i działalności poza studiem nagraniowym. Oskarżenia te obejmują także zarzuty rasizmu, w tym przede wszystkim antysemityzmu i delikatnie rzecz ujmując nieżyczliwości wobec obcych. Za kontrowersyjne w działalności zespołu środowiska nieprzychylne scenie tożsamościowej uznają także występy zespołu bądź to na określonych festiwalach, bądź wspólnie z zespołami sceny RAC, wykonywanie coverów takich zespołów oraz zamieszczanie utworów Irydionu na składankach, na których znajdują się także utwory zespołów oskarżanych o faszyzm. Ponadto podnoszone są rzekome powiązania grupy z Obozem Narodowo-Radykalnym. Z powyższych względów środowiska lewackie fałszywie wprost określają zespół „faszystowskim”, ale środowiska patriotyczne i narodowe zdecydowanie oceniają, że twórczość zespołu nie ma nic wspólnego z muzyką neonazistowską.
Wymienione kontrowersje są przyczyną ataków medialnych na zespół między innymi w Gazecie Wyborczej, czy przez Stowarzyszenie „Nigdy Więcej”. Nagłośnione przez media różne „chwytliwe” oskarżenia wobec zespołu były przyczyną odwoływania koncertów na których grupa miała wystąpić lub ukrywania miejsca, w którym dane wydarzenie ma się odbyć. Przykładem może być planowany w 2012 r., w rodzinnym mieście zespołu, występ kapeli podczas „Dni Księstwa Brzeskiego” (koncert zaplanowany na 1.05.2012 r.). Przed zaplanowanym wydarzeniem występ Irydionu „na wszelki wypadek” organizator – Brzeskie Centrum Kultury – odwołał. I stało się to, mimo że utwory, które miały być w tym dniu wykonywane, w najmniejszym nawet stopniu nie zawierają treści kontrowersyjnych. Zaplanowano bowiem wykonanie takich piosenek jak: „Biały krzyż”, którego autorem w zakresie słów jest Janusz Kondratowicz, a w zakresie muzyki – Krzysztof Klenczon., „Bagnet na broń” z wierszem napisanym przez Władysława Broniewskiego, „Pieśń Konfederatów Barskich” Juliusza Słowackiego, utwór/hołd dla Powstańców Warszawskich, czy „Rozkwitają pęki białych róż” napisana przez Mieczysława Kozar-Słobódzkiego, ze słowami Kazimierza Wroczyńskiego, Jana Lankaua i innych, anonimowych autorów. Niewątpliwie wpływ na tę decyzję miał między innymi artykuł prasowy w Gazecie Wyborczej napisany przez Izabelę Żbikowską pod tytułem „Idole neofaszystów zaproszeni na święto miasta”. W odpowiedzi na to zdarzenie zespół wydał stanowcze oświadczenie z konkretnymi, merytorycznym argumentami. Wcześniej koncerty zespołu odwołano w Poznaniu (patriotyczny koncert zaplanowany na dzień 14.03.2009 r. w klubie „Piwnica 21” z okazji rocznicy zakończenia powstania wielkopolskiego) i w Płocku (koncert zaplanowany na 29.07.2011 r., pub „Rock '69”, w ramach Festiwalu „Rockowe Ogródki”).
Niektórzy komentatorzy ich twórczości dostrzegają pewną zmianę przebiegającą w czasie. Wskazują tę kwestię na przykładzie pierwszego albumu pod tytułem „Credo” i drugiego „44!”. Dostrzec bowiem można pewną zmianę w podejściu, a przynajmniej w sposobie prezentacji pewnych kwestii. I tak w pierwszym albumie obok tematu miłości do ojczyzny, istniały utwory, których treść miałaby odpowiadać opisanym wyżej zarzutom. Tymczasem jak sami muzycy przyznali z perspektywy czasu, nie wszystko było tak jak być powinno i już w drugim ich albumie wydanym kilka lat później, twórczość i przekaz z niej wypływający wydają się dojrzalsze oraz rozsądniejsze. Nie ma już tu dostrzegalnych w utworach z pierwszej płyty treści, którym można by przypisać przesłanie o charakterze rasistowskim, w tym choćby antysemickim. Nie ma też mocnego ultrakatolicyzmu. Pojawiają się nawet pewne rozważania filozoficzne, wątpliwości religijne, czy aluzje do rodzimowierstwa i tożsamości słowiańskiej.
Pośród kontrowersyjnych, podejrzanych kwestii spoza samych nagrań muzycznych wymienia się kwestie pewnych symboli spotykanych w filmach z muzyką zespołu, niektóre wypowiedzi, znaki, symbole na ubraniach itp. Do takich należy używany niegdyś skrót „KKK”, który według muzyków miał oznaczać „Kędzior, Kubek, Kriss”, a przeciwnicy doszukują się innego znaczenia i twierdzą, że to nic innego jak „Ku Klux Klan”. Natomiast na profilu zespołu prowadzonym na portalu internetowym Myspace onegdaj miała znajdować się wypowiedź, że zespół na koncerty jeździ z prędkością wynoszącą 88 km/h, a w terenie zabudowany z prędkością 14 km/h. Te liczby „88” i „14” to oczywista „woda na młyn” przeciwników, gdyż są to symbole jakimi posługują się neonaziści. Według jednak niektórych spostrzeżeń była to ewidentna prowokacja, która miała spowodować, że nieprzyjazne zespołowi i całemu środowisku narodowemu media będą się rozpisywać o kapeli. Tym bardziej, że nie brakuje gazet czy dziennikarzy krytykujących zespół i z nim zwyczajnie skłóconych, a zespół nie pozostaje dłużny i krytykuje te media oraz tych publicystów. Dywagacje na ten temat obejmują także taką możliwość, iż jest to chwyt marketingowy ukierunkowany na dodanie zespołowi pikanterii, tajemniczości, atrakcyjności prowadzących do zaintrygowania oferowaną przez kapelę twórczością. Może też to być podstęp, wynikający z konieczności oficjalnego odcięcia się od neofaszyzmu, albo nawet forma żartu dla tak zwanej hecy.
Należy wyraźnie pokreślić, że zespół kategorycznie odcina się od ideologii faszystowskiej i odcina się także od innych ideologii totalitarnych. Członkowie kapeli nie byli związani z żadnymi ruchami narodowymi. Poza wyżej wskazanymi wystrzegali się także symboliki z nimi związanymi.
Istnieją jednak zarzuty, że powyższe zaprzeczenia zespołu, to tylko fasada, która ma umożliwić mu wyjście po tzw. „getto”, czyli ciasny i zamknięty krąg sceny nacjonalistycznej oraz sceny RAC. W tym między innymi celu, według przeciwników zespołu, w zależności od potrzeb muzyka grana przez zespół może być przez nich określana w różny sposób, jako rock patriotyczny czy muzyka ludowa. Sam zespół zaś miał być broniony nie tylko przez polskie środowiska nacjonalistyczne ale także przez prawicę konserwatywną, w tym portal wPolityce.pl.

## Odbiór i opinie
Twórczość zespołu obejmuje muzykę zaliczaną rocka oraz kilku wyżej wymienionych nurtów powiązanych z tą muzyką. Kompozycje i brzmienie utworów muzycznych choć mocne, ciężkie, ostre, a nawet wręcz agresywne, czy czasem przerażające, odbierane są mimo to jako melodyjne, a oceniane jako ciekawe oraz błyskotliwe. W granych utworach można także niejednokrotnie usłyszeć szybkie, melodyjne solówki. Wokal oceniany jest jako czysty, bez fałszowania i dynamiczny. Tak dopracowana twórczość muzyczna sprawiła, że jej oceny zarówno pod względem muzycznym jak i śpiewu są bardzo pozytywne, a wykonania utworów są na bardzo wysokim, profesjonalnym, poziomie.
Również teksty utworów zbierają pozytywne recenzje, oczywiście w środowiskach, które nie odrzucają twórczości zespołu dla samej zasady oraz o poglądach zbieżnych z przekazem płynącym z utworów Irydnionu. Dotyczy to zarówno piosenek napisanych przez członków zespołu, jak i doboru pieśni historycznych. Znaleźć można w publikacjach takie określenia jak między innymi: przemyślane, mądre, niebanalne, prawicowe, nacjonalistyczne, pełne realizmu, mocno osadzonych w polskiej tradycji romantycznej, nawiązujące do literatury polskiej i pochodzącej z cywilizacji łacińskiej, przekaz z ładunkami emocji, celnymi ripostami wobec skostniałego systemu oraz zgnilizny moralnej. Przekaz ten to także protest przeciwko systemowi i kompromisowi społecznemu w tematach, dla których kompromisu – według grupy – być nie powinno. W innych środowiskach oczywiście opinie są już bardziej zróżnicowane – od pochwał niektórych utworów i krytyki innych do totalnej krytyki całości przekazywanych treści.
Zespół uznawany jest za legendę polskiej sceny tożsamościowej, mającą grupę wiernych fanów. W tym kontekście kapela uznawana jest także za lidera, przynajmniej w pewnym momencie czasu, czy też swoistego outsidera na polskiej scenie undergroundowej oraz za jeden z najbardziej eksperymentujących zespołów na tej scenie. Pojawia się także określenie „wielki Irydion”. Niektóry uważają, że na rok 2012 był to jedyny zespół narodowy, który pod względem artystycznym prezentował wysoki poziom muzyczny. Żartobliwie wobec zespołu używano określenia „Kapela do Zadań Specjalnych”, ze względu na ich występy w wielu, czasem nietuzinkowych miejscach oraz na wspomniane wyżej wychodzenie z tzw. „getta”.
Pewnym podsumowaniem odbioru dokonań zespołu może być stwierdzenie autorki jednej z publikacji dotyczącej grupy Irydion, że jego twórczość posiada i jasną, i ciemną stronę. Według niej strona jasna to patriotyzm, szacunek do polskiej historii, umiłowanie kultury narodowej, nawiązania do tradycji słowiańskiej i zainteresowanie problemami społeczno-obyczajowymi, a strona ciemna to ultrakatolicyzm i antysemityzm ... oraz niestosowne nawiązania do symboliki rasistowsko-neonazistowskiej. W tej ocenie lekką przewagę uzyskuje pozytywna strona twórczości zespołu, tym bardziej, że ukazuje ona niewątpliwe artystów o ponadprzeciętnym talencie. Biorąc pod uwagę opisane wyżej kontrowersje, przy równoczesnym wysokim poziomie artystycznym oraz wartościowych co najmniej niektórych treściach utworów, zespół zasługuje na uwagę, przy zachowaniu pewnej dozy dystansu i ostrożności. Nie można go jednak ani całkowicie potępić, ani bezkrytycznie pochwalać.
Ze względu na pokrewieństwo ideowe (rock patriotyczno-chrześcijański) Irydion porównywany bywa z wrocławską legendą sceny RAC, zespołem Legion. Porównywanie to zawierało w sobie także próbę oceny, czy kapelę można uznać za godnego następcę Legionu (brak odpowiedzi na to pytanie)

## Muzycy o sobie
Muzycy podkreślają, iż muzyka którą tworzą, jest właśnie taka jaką lubią, jak im odpowiada i jaką chcą tworzyć. Nie zamierzają się z tego tłumaczyć ani dostosowywać do różnych sugestii jakie się pojawiały w tym zakresie. Bowiem pojawiały się w pierwszych latach istnienia zespołu pewne wypowiedzi, że taka muzyka nie pasuje do treści patriotycznych czy poezji twórców historycznych wykorzystywanej w niektórych piosenkach. Odpowiedzią na takie dywagacje może być wypowiedź jednego z członków zespołu, cytat: Czasami kusiło nas, żeby wygładzić to wszystko, żeby poukładać, wyszlifować, ale kolejny już raz doszliśmy do wniosku, że nie, że taki jest po prostu Irydion. To żywy ogień podsycany paliwem frustracji, żarem młodzieńczych marzeń, popiołami ideałów i palącą potrzebą wykrzyczenia tego światu prosto w twarz. To wielkie, żrące NIE dla systemu, w którym żyjemy. Twórcy wyraźnie podkreślają, że w swoich utworach znajdują miejsce zarówno na patriotyzm, historię, czy poważne sprawy społeczne jak i na codzienność, zabawę, radość. Odżegnują się przy tym od skrajnej martyrologii, ale zarazem od beztroskiego śpiewania wyłącznie o załogantach, piciu i zabawianie. W wypowiedziach muzycy nie ukrywają swoich prawicowych i patriotycznych przekonań. Podkreślają także, że się nie poddadzą i żadne szykany, szkalowanie czy dyskryminacja, nie spowodują zaprzestania działalności ani porzucenia własnych poglądów.